# 박관수 (1971년)
박관수(朴寬洙, 1971년 3월 3일 ~ )는 대한민국의 영화 프로듀서이다.

## 경력
- 2012년 ~ (주)기린제작사 대표이사
- 2015년 ~ 2019년 한국예술종합학교 영상원 강사

## 학력
- 서강대학교 공과대학 화학공학과 학사
- 한국영화아카데미 14기 연출전공

## 작품

### 영화
- 2020년 장편영화 <69세> 제작
- 2018년 장편영화 <꼭두 이야기> 제작
- 2017년 장편 다큐멘터리영화 <마리안느와 마가렛> 제작
- 2014년 옴니버스 영화 <신촌좀비만화> 프로듀서
- 2011년 장편영화 <만추> 프로듀서
- 2009년 옴니버스 인권영화 <시선1318> 프로듀서
- 2008년 장편영화 <사과> 프로듀서
- 1999년 장편영화 <여고괴담 두번째 이야기> 연출부

### 뉴미디어 드라마
- 2020년 웹드라마 <식물생활> 제작
- 2019년 넷플릭스 오리지널 시리즈 <페르소나> 제작
- 2017년 웹드라마 <아이돌 권한대행> 제작
- 2017년 웹드라마 <내일부터 우리는> 제작
- 2016년 웹드라마 <게임회사 여직원들> 제작
- 2016년 웹드라마 <출출한 여자 시즌2> 제작
- 2016년 중국웹드라마 <멸죄사(灭罪师)> 공동제작
- 2015년 웹드라마 <대세는 백합> 제작
- 2014년 웹드라마 <모모살롱> 제작
- 2014년 웹드라마 <출중한 여자> 제작
- 2013년 웹드라마 <출출한 여자> 제작
- 2013년 웹드라마 <미생 프리퀄> 제작